# Песенен конкурс „Евровизия“
Песенен конкурс „Евровизия“ (на английски: Eurovision Song Contest; на френски: Concours Eurovision de la Chanson) е телевизионно предаване, организирано от Европейския съюз за радио и телевизия. Провежда се ежегодно от 1956 г., а много музикални изпълнители са се сдобили с известност именно след участието си в него.
Конкурсът се излъчва всяка година от 1956 г., което го нарежда сред най-продължителните телевизионни предавания в света. Публиката му в последните години варира между 150 и 750 милиона зрители в международен мащаб. „Евровизия“ се излъчва и в страни, които не са членки на ЕСРТ – Австралия, Канада, Индия, РЮА, Южна Корея, САЩ, Нова Зеландия, Китай и други страни. От 2000 г. конкурсът може да се гледа и онлайн.
През 2017 г. Кристиан Костов поставя рекорд за България, като се класира на престижното 2-ро място с 615 точки.

## История
Конкурсът се провежда за първи път през 1956 г. в Лугано, Швейцария. Тогава в него вземат участие само 7 държави – Нидерландия, Швейцария, Италия, Люксембург, Белгия, Германия и Франция, всяка от които е представена от 2 песни. В периода 1957 г. – 1999 г. към „Евровизия“ се присъединяват нови 29 държави, а между 2000 г. – 2019 г. – още 16 страни.
От 2004 г. е в сила нов регламент, според който всяка държава извън „Голямата четворка“ (Великобритания, Германия, Испания и Франция) и извън „топ 10“ на последния конкурс трябва да участва в „полуфинал“. 10-те държави, заели челните места на полуфинала, си осигуряват място на финала, а останалите отпадат. През 2008 г. това правило е променено – обособяват се 2 полуфинала с по 15 – 19 участници, а правото автоматично да се класират на финал си запазват само Голямата петорка (Италия от 2011 г.) и страната-домакин на конкурса.
Преди песните са се оценявали по смесена система. На полуфиналите със зрителски вот се избират девет от песните, а десетата е избор от общия сбор от гласовете на националните журита във всяка участваща страна. На финала резултатът се определя от сбора между всички гласували зрители и гласовете на професионалните журита във всяка страна, като съотношението е 50% зрители – 50% жури. Тази система е въведена през 2009 г. До 2008 г. е в сила друга – песните се подреждат единствено от телефонно гласуване, което обаче е изключително оспорвана практика главно заради „политическия и съседския вот“. Определяне на победителя чрез жури или „смесен вот“ (50% жури и 50% публика) е било използвано и в миналото.
Песенният конкурс през 2016 г. е първият, който въведе промяна в системата на гласуване от 1975 г. насам: на финала точките от журитата се обявяват първи поотделно от всяка участваща страна на конкурса, а след това е ред на обявяване на резултатите от гласуванията на зрителите. Този път вместо да се обявяват резултатите от всяка страна поотделно, те се обявяват общо за всяка една от страните. На финала резултатите от зрителския вот се прибавят към тези от журитата и това е общият сбор точки за всяка една от страните на финала, за да се види и провери дали има обрат при подреждането. Същата система за гласуване се използва и на полуфиналите.
През 2019 г. представянето на резултата от гласуването на зрителите по време на финала е променено за първи път от въвеждането на настоящата система за представяне на гласовете през 2016 г. Начинът на представяне на точките от журито остава същият, като говорител на живо във всяка участваща страна разкрива песента на националното им жури, която получава максималните 12 точки. При промяна от предишни години вотът на зрителите се обявява в реда на класирането на държавите от резултатите на журитата – т.е. страната с най-нисък резултат от журитата ще чуе своя резултат първа, а страната с най-големия резултат от журитата – последна.
През 2023 е въведена промяна, касаеща гласуването в конкурса. В полу-финалите право на глас има само публиката. За пръв път се дава възможността на зрители от държави, които не участват, също да гласуват.
Най-малкият резултат, с който е спечелена „Евровизия“ е с 18 точки през 1969 г., защото тогава печелят едновременно 4 страни, а най-големият е през 2017 г. – 758 точки.

## Дебюти
| Година | Дебютиращи страни                                                     |
| ------ | --------------------------------------------------------------------- |
| 1956   | Белгия, Германия, Италия, Люксембург, Нидерландия, Франция, Швейцария |
| 1957   | Австрия, Великобритания, Дания                                        |
| 1958   | Швеция                                                                |
| 1959   | Монако                                                                |
| 1960   | Норвегия                                                              |
| 1961   | Испания, Финландия, Югославия                                         |
| 1964   | Португалия                                                            |
| 1965   | Ирландия                                                              |
| 1971   | Малта                                                                 |
| 1973   | Израел                                                                |
| 1974   | Гърция                                                                |
| 1975   | Турция                                                                |
| 1980   | Мароко                                                                |
| 1981   | Кипър                                                                 |
| 1986   | Исландия                                                              |
| 1993   | Босна и Херцеговина, Словения, Хърватия                               |
| 1994   | Естония, Литва, Полша, Румъния, Русия, Словакия, Унгария              |
| 1998   | Северна Македония                                                     |
| 2000   | Латвия                                                                |
| 2003   | Украйна                                                               |
| 2004   | Албания, Андора, Беларус, Сърбия и Черна гора                         |
| 2005   | България, Молдова                                                     |
| 2006   | Армения                                                               |
| 2007   | Грузия, Сърбия, Черна гора, Чехия                                     |
| 2008   | Азербайджан, Сан Марино                                               |
| 2015   | Австралия                                                             |

## Слоган
От 2002 г. се поставя традиция „Евровизия“ да има слоган – посланието на песенния конкурс. Изключение прави изданието през 2009 г., когато няма официален слоган. На 14 ноември 2023 г. е обявено, че слоганът United by Music („Обединени от музиката“), създаден за изданието през 2023 г., ще се използва за всички следващи провеждания на конкурса.
| Година | Страна-домакин | Град-домакин | Слоган                                                        |
| ------ | -------------- | ------------ | ------------------------------------------------------------- |
| 2002   | Естония        | Талин        | „A Modern Fairytale“ (Модерна приказка)                       |
| 2003   | Латвия         | Рига         | „Magical rendez-vous“ (Вълшебна среща)                        |
| 2004   | Турция         | Истанбул     | „Under The Same Sky“ (Под едно небе)                          |
| 2005   | Украйна        | Киев         | „Awakening“ (Пробуждане)                                      |
| 2006   | Гърция         | Атина        | „Feel The Rhythm“ (Почувствай ритъма)                         |
| 2007   | Финландия      | Хелзинки     | „True Fantasy“ (Истинска фантазия)                            |
| 2008   | Сърбия         | Белград      | „Confluence of Sound“ (Сливане на звук)                       |
| 2009   | Русия          | Москва       | —                                                             |
| 2010   | Норвегия       | Осло         | „Share The Moment“ (Сподели момента)                          |
| 2011   | Германия       | Дюселдорф    | „Feel Your Heart Beat!“ (Почувствай биенето на своето сърце!) |
| 2012   | Азербайджан    | Баку         | „Light Your Fire“ (Запали своя огън)                          |
| 2013   | Швеция         | Малмьо       | „We Are One“ (Ние сме едно)                                   |
| 2014   | Дания          | Копенхаген   | „#JoinUs“ (#ПрисъединиСеКъмНас)                               |
| 2015   | Австрия        | Виена        | „Building Bridges“ (Градим мостове)                           |
| 2016   | Швеция         | Стокхолм     | „Come Together“ (Хайде заедно)                                |
| 2017   | Украйна        | Киев         | „Celebrate Diversity“ (Празнувай многообразието)              |
| 2018   | Португалия     | Лисабон      | „All Aboard!“ (Всички на борда!)                              |
| 2019   | Израел         | Тел Авив     | „Dare to Dream“ (Осмели се да мечтаеш)                        |
| 2020   | Нидерландия    | Ротердам     | „Open Up“ (Открий се)                                         |
| 2021   | Нидерландия    | Ротердам     | „Open Up“ (Открий се)                                         |
| 2022   | Италия         | Торино       | „The Sound of Beauty“ (Звукът на красотата)                   |
| 2023   | Великобритания | Ливърпул     | „United by Music“ (Обединени от музиката)                     |
| 2024   | Швеция         | Малмьо       | „United by Music“ (Обединени от музиката)                     |
| 2025   | Швейцария      | Базел        | „United by Music“ (Обединени от музиката)                     |

## Държави
- Австралия
- Австрия
- Азербайджан
- Албания
- Андора
- Армения
- Беларус
- Белгия
- Босна и Херцеговина
- България
- Великобритания
- Германия
- Грузия
- Гърция
- Дания
- Естония
- Израел
- Ирландия
- Исландия
- Испания
- Италия
- Кипър
- Латвия
- Литва
- Люксембург
- Малта
- Мароко
- Молдова
- Монако
- Нидерландия
- Норвегия
- Полша
- Португалия
- Румъния
- Русия
- Сан Марино
- Северна Македония
- Словакия
- Словения
- Сърбия
- Турция
- Украйна
- Унгария
- Финландия
- Франция
- Хърватия
- Чехия
- Черна гора
- Швейцария
- Швеция

## Правила
Конкурсът има множество правила, които се оповестяват от ЕСРТ всяка година на страните, пожелали да се включат. Голяма част от тях са се променяли през годините, като например системите за гласуване, начините за класиране на финал (включително и броя полуфинали), задължителното представяне на песните на родния език в държавата, която представят (действащо правило между 1956 г. и 1973 г., а след това отново между 1977 г. и 1999 г.), времетраенето на песните, броят на хората на сцената и други. Непроменени са останали много малка част от правилата, като например правилото, забраняващо текстовете на песните да са политическа пропаганда или да уронват престижа на конкурса, задължителното пеене на живо, забраната на животни на сцената, липсата на забрана за националността на изпълнителите, композиторите и текстописците и други.

## Критика
Основните забележки към конкурса се състоят в „политическия вот“, който го превръща повече в политическо, отколкото в музикално събитие. Но напоследък тази забележка вече не е така актуална, особено след като малка Исландия зае второ място през 2009 г., а на първо се класира Норвегия – все държави, за които никога не е било в сила съседското гласуване. Друга силно критикувана област е стилът на песните, който често пъти е поп, а в последните години се забелязва увеличаване на броя на участниците, залагащи повече на визуалното представяне, като например финландската рок група Лорди, завършили на първо място пред 2006 г. в Атина или украинеца Верка Сердючка, класирал се на второ място през 2007 г. в Хелзинки.

## Гледаемост
| година | гледания    |
| ------ | ----------- |
| 2025   | 170 милиона |
| 2024   | 163 милиона |
| 2023   | 162 милиона |
| 2022   | 161 милиона |
| 2021   | 183 милиона |
| 2019   | 182 милиона |
| 2018   | 186 милиона |
| 2017   | 182 милиона |
| 2016   | 204 милиона |
| 2015   | 197 милиона |
| 2014   | 195 милиона |
| 2013   | 170 милиона |

## Победители
„Евровизия“ дава уникален шанс за развитие на победителите от конкурса. Най-известните сред тях са АББА (станали победители през 1974 г. с песента „Waterloo“) и Селин Дион (победителка от 1988 г. в Дъблин, с песента „Ne Partez Pas Sans Moi“ на френски език, която представя Швейцария). Много други са добре познати на сцената в собствената си държава и региона – Александър Рибак, Джони Лоугън, Никол, Вики Леандрос, Дима Билан, Мария Шерифович, Дана Интернешънъл и други изпълнители.
Някои от победителите обаче се оттеглят от музикалния бизнес малко след победата си, а други не успяват да създадат запомнящи се песни освен тази, с която са спечелили.
| Година | Победител/и    | Изпълнител/и                     | Песен                           | Точки        | Преднина         | Второ място         | Домакин        |
| ------ | -------------- | -------------------------------- | ------------------------------- | ------------ | ---------------- | ------------------- | -------------- |
| 1956   | Швейцария      | Лис Асия                         | „Refrain“                       | Не е обявено | Не е обявено     | Не е обявено        | Швейцария      |
| 1957   | Нидерландия    | Кори Брокен                      | „Net Als Toen“                  | 31           | 14               | Франция             | Германия       |
| 1958   | Франция        | Андре Клавьо                     | „Dors mon amour“                | 27           | 3                | Швейцария           | Нидерландия    |
| 1959   | Нидерландия    | Теди Шолтен                      | „Een beetje“                    | 21           | 5                | Великобритания      | Франция        |
| 1960   | Франция        | Жаклин Бойер                     | „Tom Pilibi“                    | 32           | 7                | Великобритания      | Великобритания |
| 1961   | Люксембург     | Жан-Клод Паскал                  | „Nous les amoureux“             | 31           | 7                | Великобритания      | Франция        |
| 1962   | Франция        | Изабел Обре                      | „Un premier amour“              | 26           | 13               | Монако              | Люксембург     |
| 1963   | Дания          | Грета и Юрген Ингман             | „Dansevise“                     | 42           | 2                | Швейцария           | Великобритания |
| 1964   | Италия         | Джилиола Чинкуети                | „Non ho l'età“                  | 49           | 32               | Великобритания      | Дания          |
| 1965   | Люксембург     | Франс Гал                        | „Poupée de cire, poupée de son“ | 32           | 6                | Великобритания      | Италия         |
| 1966   | Австрия        | Удо Юргенс                       | „Merci Chérie“                  | 31           | 15               | Швеция              | Люксембург     |
| 1967   | Великобритания | Санди Шоу                        | „Puppet On a String“            | 47           | 25               | Ирландия            | Австрия        |
| 1968   | Испания        | Масиел                           | „La, la, la“                    | 29           | 1                | Великобритания      | Великобритания |
| 1969   | Великобритания | Лулу                             | „Boom Bang a Bang“              | 18           | Няма второ място | Няма второ място    | Испания        |
| 1969   | Испания        | Саломе                           | „Vivo cantando“                 | 18           | Няма второ място | Няма второ място    | Испания        |
| 1969   | Нидерландия    | Лени Кюр                         | „De troubadour“                 | 18           | Няма второ място | Няма второ място    | Испания        |
| 1969   | Франция        | Фрида Бокара                     | „Un jour, un enfant“            | 18           | Няма второ място | Няма второ място    | Испания        |
| 1970   | Ирландия       | Дана                             | „All Kinds of Everything“       | 32           | 6                | Великобритания      | Нидерландия    |
| 1971   | Монако         | Северин                          | „Un banc, un arbre, une rue“    | 128          | 12               | Испания             | Ирландия       |
| 1972   | Люксембург     | Вики Леандрос                    | „Après toi“                     | 128          | 14               | Великобритания      | Великобритания |
| 1973   | Люксембург     | Ана-Мария Давид                  | „Tu te reconnaîtras“            | 129          | 4                | Испания             | Люксембург     |
| 1974   | Швеция         | „АББА“                           | „Waterloo“                      | 24           | 6                | Италия              | Великобритания |
| 1975   | Нидерландия    | „Тийч-Ин“                        | „Ding-a-dong“                   | 152          | 14               | Великобритания      | Швеция         |
| 1976   | Великобритания | „Брадърхуд ъф Мен“               | „Save Your Kisses for Me“       | 164          | 17               | Франция             | Нидерландия    |
| 1977   | Франция        | Мари Мириам                      | „L'oiseau et l'enfant“          | 136          | 15               | Великобритания      | Великобритания |
| 1978   | Израел         | Изхар Коен и „Алфабета“          | „א-ב-ני-בי“ („А-Ба-Ни-Би“)      | 157          | 32               | Белгия              | Франция        |
| 1979   | Израел         | Гали Атари и „Милк енд Хъни“     | „הללויה“ („Алилуя“)             | 125          | 9                | Испания             | Израел         |
| 1980   | Ирландия       | Джони Лоугън                     | „What's Another Year“           | 143          | 15               | Германия            | Нидерландия    |
| 1981   | Великобритания | „Бъкс Физ“                       | „Making Your Mind Up“           | 136          | 4                | Германия            | Ирландия       |
| 1982   | Германия       | Никол                            | „Ein biẞchen Frieden“           | 161          | 61               | Израел              | Великобритания |
| 1983   | Люксембург     | Корин Хермес                     | „Si la vie est cadeau“          | 142          | 6                | Израел              | Германия       |
| 1984   | Швеция         | „Херейс“                         | „Diggi-Loo Diggi-Ley“           | 145          | 8                | Ирландия            | Люксембург     |
| 1985   | Норвегия       | „Бобисокс“                       | „La det swinge“                 | 123          | 18               | Германия            | Швеция         |
| 1986   | Белгия         | Сандра Ким                       | „J'aime la vie“                 | 176          | 36               | Швейцария           | Норвегия       |
| 1987   | Ирландия       | Джони Лоугън                     | „Hold Me Now“                   | 172          | 31               | Германия            | Белгия         |
| 1988   | Швейцария      | Селин Дион                       | „Ne partez pas sans moi“        | 137          | 1                | Великобритания      | Ирландия       |
| 1989   | Югославия      | „Рива“                           | „Rock Me“                       | 137          | 7                | Великобритания      | Швейцария      |
| 1990   | Италия         | Тото Кутуньо                     | „Insieme: 1992“                 | 149          | 17               | Ирландия · Франция  | Югославия      |
| 1991   | Швеция         | Карола                           | „Fångad av en stormvind“        | 146          | 0                | Франция             | Италия         |
| 1992   | Ирландия       | Линда Мартин                     | „Why Me?“                       | 155          | 16               | Великобритания      | Швеция         |
| 1993   | Ирландия       | Нийв Кавана                      | „In Your Eyes“                  | 187          | 23               | Великобритания      | Ирландия       |
| 1994   | Ирландия       | Пол Харингтън и Чарли Макгетигън | „Rock 'n' Roll Kids“            | 226          | 60               | Полша               | Ирландия       |
| 1995   | Норвегия       | „Сикрет Гардън“                  | „Nocturne“                      | 148          | 29               | Испания             | Ирландия       |
| 1996   | Ирландия       | Аймиър Куин                      | „The Voice“                     | 162          | 48               | Норвегия            | Норвегия       |
| 1997   | Великобритания | „Катрина и Дъ Уейвс“             | „Love Shine a Light“            | 227          | 70               | Ирландия            | Ирландия       |
| 1998   | Израел         | Дана Интернешънъл                | „דיווה“ („Дива“)                | 172          | 6                | Великобритания      | Великобритания |
| 1999   | Швеция         | Шарлота Нилсон                   | „Take Me to Your Heaven“        | 163          | 17               | Исландия            | Израел         |
| 2000   | Дания          | „Олсън Брадърс“                  | „Fly on the Wings of Love“      | 195          | 40               | Русия               | Швеция         |
| 2001   | Естония        | Танел Падар, Дейв Бентън и „2XL“ | „Everybody“                     | 198          | 21               | Дания               | Дания          |
| 2002   | Латвия         | Marie N                          | „I Wanna“                       | 176          | 12               | Малта               | Естония        |
| 2003   | Турция         | Сертаб Еренер                    | „Everyway That I Can“           | 167          | 2                | Белгия              | Латвия         |
| 2004   | Украйна        | Руслана                          | „Wild Dances“                   | 280          | 17               | Сърбия и Черна гора | Турция         |
| 2005   | Гърция         | Елена Папаризу                   | „My Number One“                 | 230          | 38               | Малта               | Украйна        |
| 2006   | Финландия      | „Лорди“                          | „Hard Rock Hallelujah“          | 292          | 44               | Русия               | Гърция         |
| 2007   | Сърбия         | Мария Шерифович                  | „Молитва“                       | 268          | 33               | Украйна             | Финландия      |
| 2008   | Русия          | Дима Билан                       | „Believe“                       | 272          | 42               | Украйна             | Сърбия         |
| 2009   | Норвегия       | Александър Рибак                 | „Fairytale“                     | 387          | 169              | Исландия            | Русия          |
| 2010   | Германия       | Лена Майер-Ландрут               | „Satellite“                     | 246          | 76               | Турция              | Норвегия       |
| 2011   | Азербайджан    | Ел и Ники                        | „Running Scared“                | 221          | 32               | Италия              | Германия       |
| 2012   | Швеция         | Лорийн                           | „Euphoria“                      | 372          | 113              | Русия               | Азербайджан    |
| 2013   | Дания          | Емили де Форест                  | „Only Teardrops“                | 281          | 47               | Азербайджан         | Швеция         |
| 2014   | Австрия        | Кончита Вурст                    | „Rise Like a Phoenix“           | 290          | 52               | Нидерландия         | Дания          |
| 2015   | Швеция         | Монс Зелмерльов                  | „Heroes“                        | 365          | 62               | Русия               | Австрия        |
| 2016   | Украйна        | Джамала                          | „1944“                          | 534          | 23               | Австралия           | Швеция         |
| 2017   | Португалия     | Салвадор Собрал                  | „Amar pelos dois“               | 758          | 143              | България            | Украйна        |
| 2018   | Израел         | Нета Барзилай                    | „Toy“                           | 529          | 93               | Кипър               | Португалия     |
| 2019   | Нидерландия    | Дънкан Лорънс                    | „Arcade“                        | 498          | 26               | Италия              | Израел         |
| 2020   | Отменен        | Отменен                          | Отменен                         | Отменен      | Отменен          | Отменен             | Нидерландия    |
| 2021   | Италия         | „Манескин“                       | „Zitti e buoni“                 | 524          | 25               | Франция             | Нидерландия    |
| 2022   | Украйна        | „Калуш“                          | „Стефанія“                      | 631          | 165              | Великобритания      | Италия         |
| 2023   | Швеция         | Лорийн                           | „Tattoo“                        | 583          | 57               | Финландия           | Великобритания |
| 2024   | Швейцария      | Немо Метлер                      | „The Code“                      | 591          | 44               | Хърватия            | Швеция         |
| 2025   | Австрия        | Джей Джей                        | „Wasted Love“                   | 436          | 79               | Израел              | Швейцария      |
| 2026   |                |                                  |                                 |              |                  |                     | Австрия        |

## Галерия на победителите
- Победителят на Евровизия 2002
Мария Наумова (Marie N) от  Латвия
- Победителят на Евровизия 2003
Сертаб Еренер от  Турция
- Победителят на Евровизия 2004
Руслана от  Украйна
- Победителят на Евровизия 2005
Елена Папаризу от  Гърция
- Победителите на Евровизия 2006
„Лорди“ от  Финландия
- Победителят на Евровизия 2007
Мария Шерифович от  Сърбия
- Победителят на Евровизия 2008
Дима Билан от  Русия
- Победителят на Евровизия 2009
Александър Рибак от  Норвегия
- Победителят на Евровизия 2010
Лена Майер-Ландрут от  Германия
- Победителите на Евровизия 2011
Ел и Ники от  Азербайджан
- Победителят на Евровизия 2013
Емели де Форест от  Дания
- Победителят на Евровизия 2014
Кончита Вурст от  Австрия
- Победителят на Евровизия 2015
Монс Зелмерльов от  Швеция
- Победителят на Евровизия 2016
Джамала от  Украйна
- Победителят на Евровизия 2017
Салвадор Собрал от  Португалия
- Победителят на Евровизия 2018
Нета Барзилай от  Израел
- Победителят на Евровизия 2019
Дънкан Лорънс от  Нидерландия
- Победителите на Евровизия 2021
„Манескин“ от  Италия
- Победителите на Евровизия 2022
„Калуш“ от  Украйна
- Победителят на Евровизия през
2012 г. и 2023 г.
Лорийн от  Швеция
- Победителят на Евровизия 2024
Немо Метлер от  Швейцария
- Победителят на Евровизия 2025
Джей Джей от  Австрия